# Armley
Armley ist ein westlicher Stadtteil von Leeds, West Yorkshire, England, der sich direkt an das Stadtzentrum anschließt. Wie Leeds selbst und viele seiner Vororte erfuhr Armley während der industriellen Revolution ein starkes Wachstum. Es gab dort mehrere Textilfabriken, von denen eine heute das Museum Armley Mills beherbergt.  Armley ist traditionell ein Arbeiterwohnort mit zahlreichen Back-to-Back-Reihenhäusern. Einige kleinere Industriebetriebe bestehen heute noch.

## Geschichte

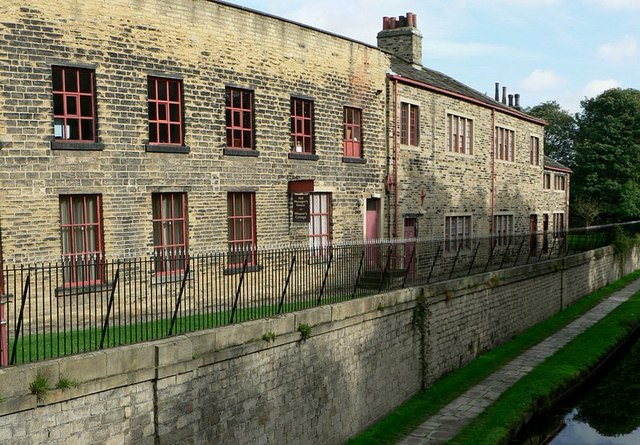
Armley Mills Industrial Museum

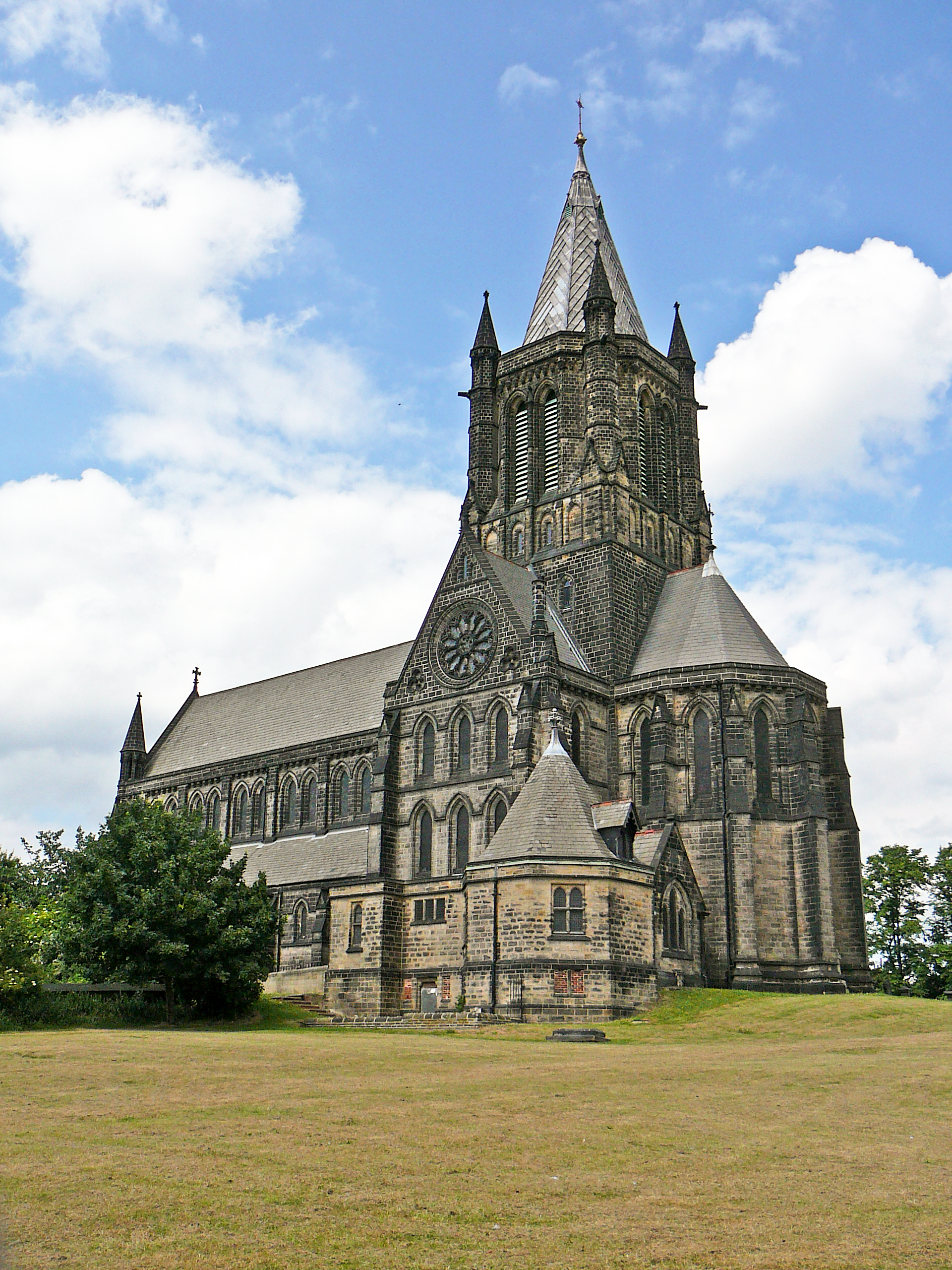
St. Bartholomew’s Church, Armley

Im Domesday Book von 1068 ist der Ort als Ristone, Ermelai mit acht Haushalten erwähnt. Ristone entspricht heute dem östlichen und Ermelai dem westlichen Teil des Ortes.
In Armley Mills wurde 1788 die damals größte wollverarbeitende Fabrik der Welt errichtet. Im 18. und 19. Jahrhundert trug Armley mit seinen Fabriken wesentlich zur wirtschaftlichen Bedeutung von Leeds bei. Joshua Tetley, der Begründer von Tetley’s Brewery, entstammte einer Familie von Mälzern in Armley.
Seit den 1870er Jahren und bis 1956 befand sich in Armley die asbestverarbeitende Fabrik von J W Roberts. Auf die damit einhergehende Exposition der Bevölkerung wird eine bis heute feststellbare örtliche Häufung von Krebserkrankungen zurückgeführt. Ein Gerichtsverfahren gegen die nachmaligen Eigentümer der Produktionsstätte, das 1993 angestrengt wurde, endete zwar erfolgreich für die Klägerin, jedoch verzögerten Umstrukturierungen des Unternehmens eine Beilegung des Falls. Die Geschichte des Falls wurde auch zum Gegenstand eines Schauspiels.
Stadterneuerungsmaßnahmen wurden von den 1950er Jahren bis in die frühen 1970er Jahre unternommen.
In der Pfarrkirche St. Bartholomew’s befindet sich seit 1879 eine Orgel, die 1866–1869 vom deutschen Orgelbauer Edmund Schulze ursprünglich für Meanwood Towers, eine Villa in Meanwood, gebaut und dort durch den Organisten S.S. Wesley eingeweiht worden war.

## Geographie
Armley erstreckt sich vom Straßenkreuz der A58, A647 und der B6154 im Osten bei New Wortley bis zur Einmündung der A6110 in die A647 im Westen, wo sich Bramley anschließt. Nach Norden ist es durch den Fluss Aire begrenzt, nach Süden durch die Autobahn M621. Von den höhergelegenen südlichen Teilen Armleys hat man gute Aussichten auf die übrigen Stadtteile von Leeds.

## Bauwerke

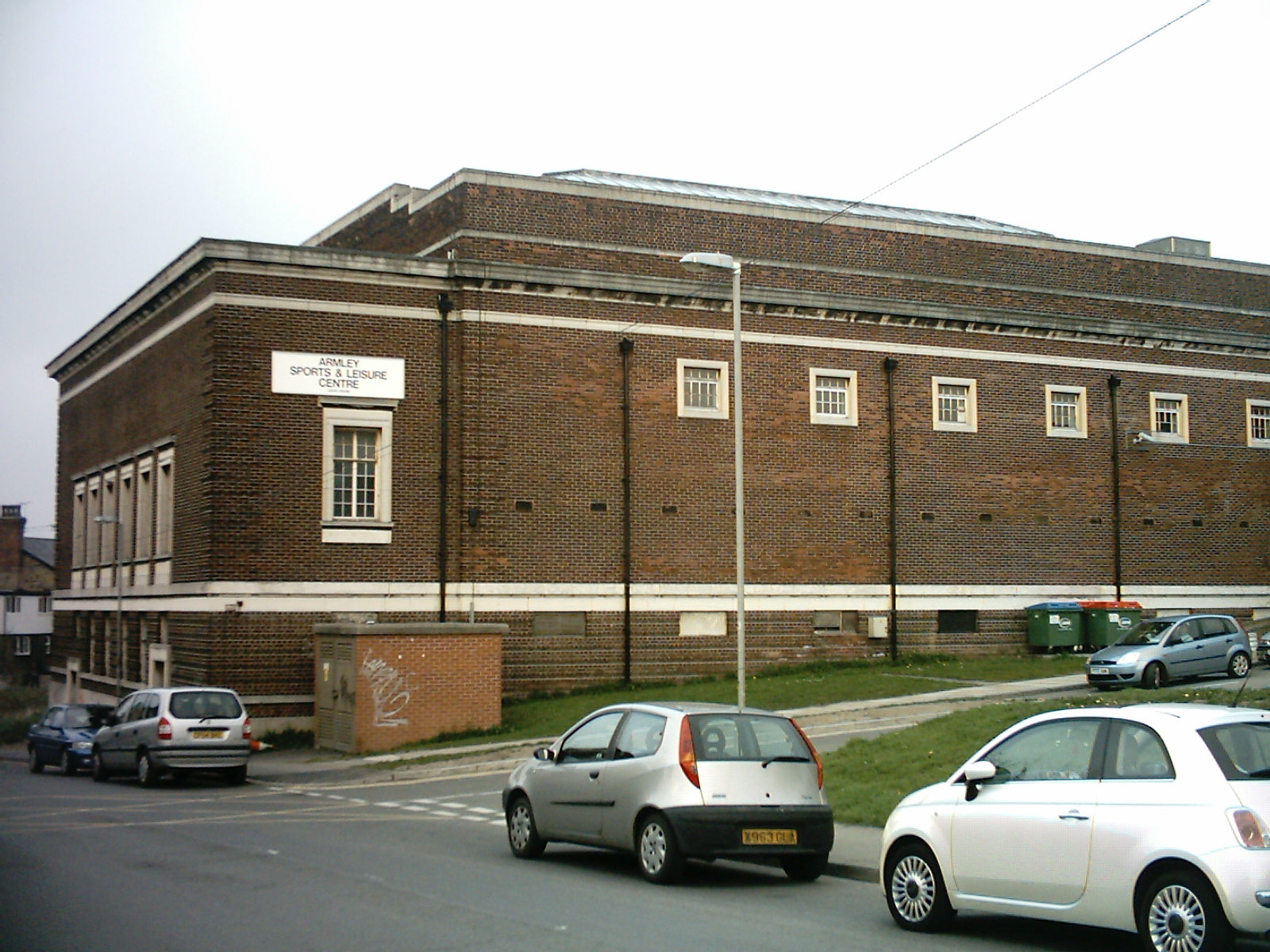
Früheres Sports and Leisure Centre

Die meisten heute erhaltenen Gebäude in Armley, darunter Kirchen, Schulen, Läden und Wohnhäuser, wurden im 19. Jahrhundert erbaut. Mehrere Kirchen und Kinos sind inzwischen geschlossen und anderen Nutzungen zugeführt worden, so beherbergen zwei ehemalige Kapellen jetzt Teppichgeschäfte.
Das ursprüngliche Sport- und Freizeitzentrum, das aus dem alten Schwimmbad entstanden war, wurde 2009 abgerissen und ist durch einen Neubau ersetzt worden. Der Naherholung dient Armley Park, auch nach einem Industriellen Gott’s Park genannt, wo auch Gott’s Park Golf Club beheimatet ist.
Armley Mills Industrial Museum ist in einer denkmalgeschützten Textilfabrik am Leeds and Liverpool Canal eingerichtet worden.
Im Norden von Armley befindet sich die Strafvollzugsanstalt HM Prison Leeds, früher Armley Gaol, die 1847 im viktorianischen Stil erbaut wurde.

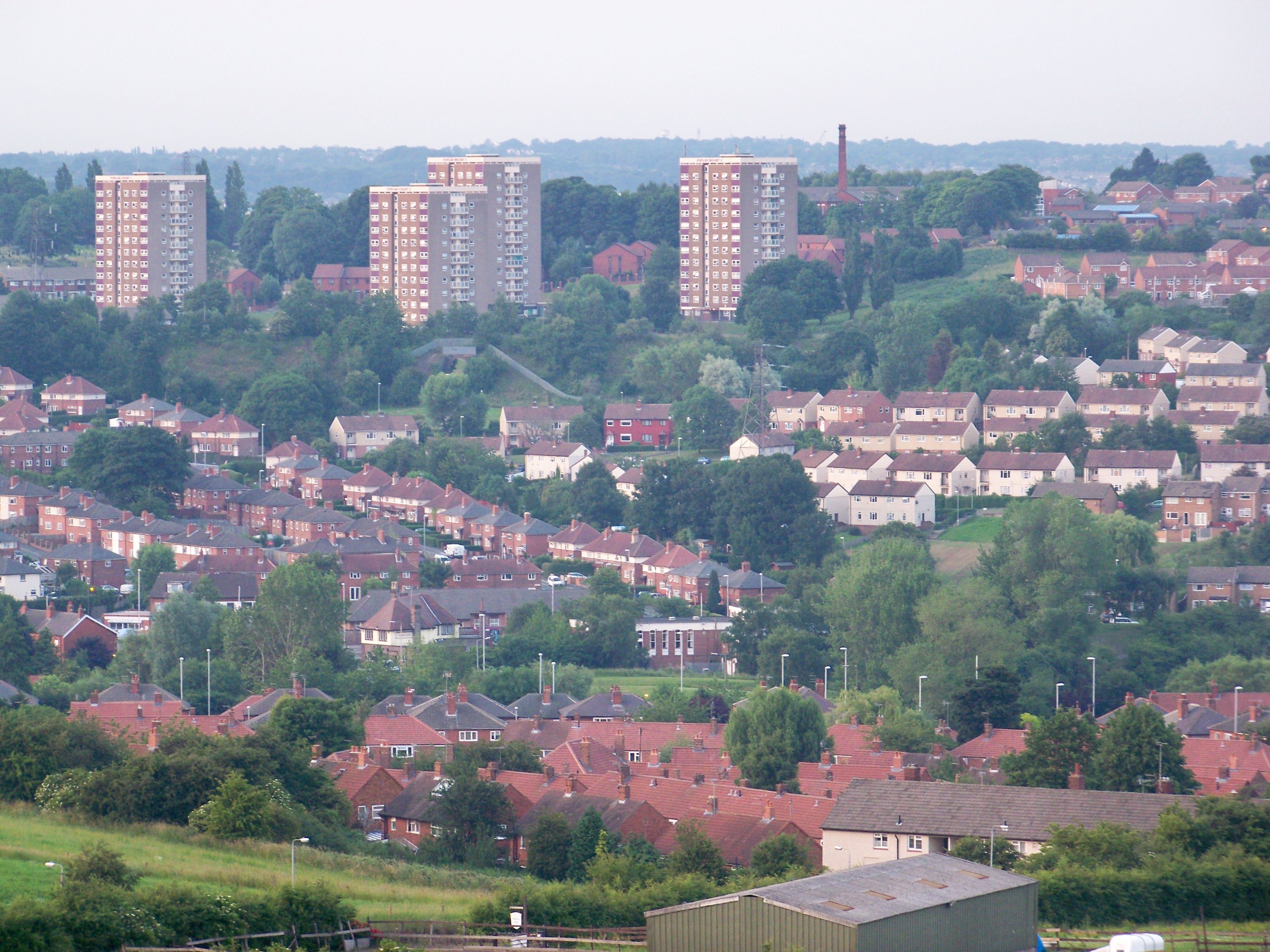
Blick auf den westlichen Teil von Armley

Zahlreiche ältere Wohngebäude sind Back-to-Back-Reihenhäuser, die zum Teil in zweiseitige Reihenhäuser umgebaut werden. Neuere Wohnhäuser wurden in den 1960er Jahren von privaten Eigentümern gebaut. Einige Hochhäuser, die im Zentrum von Armley und dem nahen Wortley als Ersatz für ältere Wohnhäuser gebaut wurden, zählen zu den höchsten Gebäuden in Leeds.

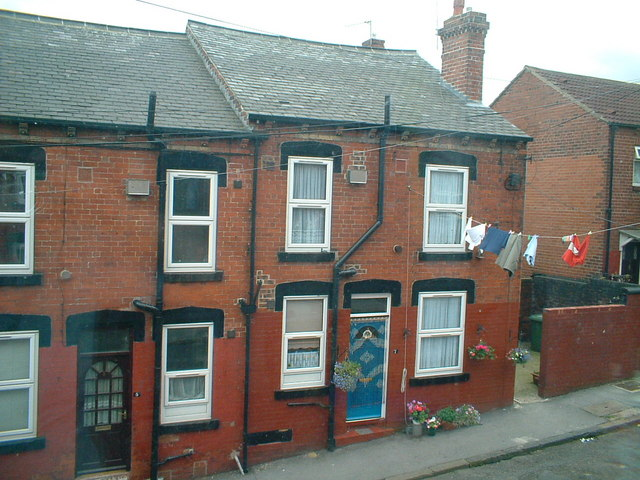
Back-to-Back-Reihenhäuser in Armley, Leeds

## Verkehr
Busverbindungen von Armley bestehen nach Leeds, Bradford, Halifax und Huddersfield. Es gibt nur wenige Parkplätze.
Armley hatte zwei Bahnstationen. Armley Moor an der Bahnstrecke Leeds–Bradford Interchange wurde 1966 geschlossen, Armley Canal Road an der Bahnstrecke Leeds–Bradford Foster Square 1965.

## Persönlichkeiten
- Alan Bennett (* 1934), Schriftsteller, Dramatiker, Regisseur und Schauspieler
- Barbara Taylor Bradford (1933–2024), Romanschriftstellerin
- Benjamin Gott (1762–1840), Industrieller und Philanthrop
- Lily Elsie, eigentlich Elsie Hodder (1886–1962), Schauspielerin und Sängerin
- Samuel Ledgard (1874–1952), Transportunternehmer und Eigentümer des seinerzeit größten Busunternehmens von West Yorkshire